# Kétvölgy, Vas
Kétvölgy (în slovenă Verica-Ritkarovci) este un sat în districtul Szentgotthárd, județul Vas, Ungaria, având o populație de 110 locuitori (2011).

## Demografie
Componența etnică a satului Kétvölgy
     Maghiari (57,63%)
     Sloveni (42,37%)
Componența confesională a satului Kétvölgy
     Romano-catolici (70,91%)
     Reformați (2,73%)
     Fără religie (2,73%)
     Necunoscută (23,64%)
Conform recensământului din 2011, satul Kétvölgy avea 110 locuitori. Din punct de vedere etnic, majoritatea locuitorilor (57,63%) erau maghiari, cu o minoritate de sloveni (42,37%).  Din punct de vedere confesional, majoritatea locuitorilor (70,91%) erau romano-catolici, existând și minorități de reformați (2,73%) și persoane fără religie (2,73%). Pentru 23,64% din locuitori nu este cunoscută apartenența confesională.